# Arquillinos
Arquillinos é um município da Espanha na província de Zamora, comunidade autónoma de Castela e Leão, de área 17,74 km² com população de 151 habitantes (2007) e densidade populacional de 8,51 hab./km².

## Demografia
| Variação demográfica do município entre 1991 e 2004 | Variação demográfica do município entre 1991 e 2004 | Variação demográfica do município entre 1991 e 2004 | Variação demográfica do município entre 1991 e 2004 |
| --------------------------------------------------- | --------------------------------------------------- | --------------------------------------------------- | --------------------------------------------------- |
| 1991                                                | 1996                                                | 2001                                                | 2004                                                |
| 193                                                 | 207                                                 | 166                                                 | 161                                                 |